# ジャボデベックLRT チブブール線
ジャボデベックLRT チブブール線（ジャポデベックLRTチブブールせん、インドネシア語: LRT Jabodebek Lin Cibubur) ジャボデベックLRTの路線の一つである。ドゥク・アタス駅からハルジャムクティ駅を結ぶ、全長約25.94kmの路線です。この路線は高架構造を採用しており、全12駅となっている。2023年8月28日に開業した。記号はCB
パンコラン-ハルジャムクティ間は、 ジャカルタ内環状道路 と ジャゴラウィ有料道路 に沿って建設されている。第二期区間では、ボゴールまで延伸予定である。
ドゥクアタスBNI駅からカワン駅までブカシ線と線路を共用している。

## 歴史
ジャボデタベック(ジャカルタ都市圏)の他の公共交通機関と同様に、ジャカルタの深刻な交通渋滞を解消するために建設された。第一期区間であるチブブール線とブカシ線の建設は、2015年9月9日のジョコ・ウィドド大統領による起工式と共に開始した。起工式はTMII駅の近くで行われた。当初の予定では2018年アジア競技大会前に完了することが目標であったが、目標の開催前の進捗率は依然として45％であり伸び悩んでいた。だが、チャワン - チブブール間ではレールの敷設が始まった。2019年3月に全区間で線路が開通した。高架工事はすべて完了し、信号設備と駅建設が続いた。そのため、他路線の線路工事が未完了である事を考えると、当路線には試運転の準備が整っていると推察された。2019年10月11日、ジャボデベックLRTの第一編成がジャカルタに到着した。東ジャワ州のINKA マディウン工場から陸路輸送で行われた。当面の間、車両はハルジャムクティ駅の近くに留置された。ブカシ線のジャティムリヤの車両基地が未完成であったからである。2020年10月から本格的な試運転が開始された。当路線のTMII駅からハルジャムクティ駅の区間で実施した。信号設備と線路の整備状況を確認するために実施された。2023年8月28日にチャワン駅にてジョコ・ウィドド大統領出席の開業式典が行われ、正式に営業運転を開始した。

## 沿線概況
2023年8月時点のチブブール線の総延長は25.94kmとなっている。この路線の軌道のほとんどは高架構造を採用している。ドゥク・アタスからチャワンまでは、この路線はブカシ線と線路を共有し、ラスナ・サイード通りに沿って進み、ジャカルタ内環状道路（チャワン-プルイット区間）の南側に進む。チャワン駅でブカシ線と分岐し、ジャゴラウィ有料道路の高架上を走行する。 チャワン駅からTMII駅までは有料道路の東側を走る。ハリム・ペルダナクスマ国際空港の進入区域に近いため、高架の高さが低くなっている。TMII駅を過ぎると、終点のハルジャムクティ駅まで西側を走る。 当路線の終着駅であるハルジャムクティに到着する。当路線の全車両はブカシ線のジャティムリヤ駅の車両基地に所属する。

## 駅一覧
| 駅情報                                       | 駅情報                                  | 乗り換え路線                            | 乗り換え路線 | 所在地                                  | 所在地                                  |
| 駅番号                                       | 駅名                                    | 乗り換え路線                            | 乗り換え路線 | 都市/地域                               | 州                                      |
| 第一期区間: チブブール – ドゥク・アタス      | 第一期区間: チブブール – ドゥク・アタス | 第一期区間: チブブール – ドゥク・アタス | 第一期区間: チブブール – ドゥク・アタス | 第一期区間: チブブール – ドゥク・アタス | 第一期区間: チブブール – ドゥク・アタス |
| -------------------------------------------- | --------------------------------------- | --------------------------------------- | --- | --------------------------------------- | --------------------------------------- |
| CB 01 BK 01                                  | ドゥク・アタスBNI Dukuh Atas BNI        |                                         | - KRLコミューターライン - チカラン線 - (BNIシティ駅) (スディルマン駅) - ジャカルタMRT 南北線 - (スディルマン駅) - トランスジャカルタBRT - ジャカルタLRT | 南ジャカルタ市                          | ジャカルタ                              |
| CB 02 BK 02                                  | セティアブディ Setiabudi                |                                         | - トランスジャカルタBRT | 南ジャカルタ市                          | ジャカルタ                              |
| CB 03 BK 03                                  | ラスナ・サイード Rasuna Said            |                                         | - トランスジャカルタBRT | 南ジャカルタ市                          | ジャカルタ                              |
| CB 04 BK 04                                  | クニンガン Kuningan                     |                                         | - トランスジャカルタBRT クニンガン(予定) | 南ジャカルタ市                          | ジャカルタ                              |
| CB 05 BK 05                                  | パンコラン銀行 BJB Pancoran Bank BJB    |                                         | - トランスジャカルタBRT | 南ジャカルタ市                          | ジャカルタ                              |
| CB 06 BK 06                                  | チココ Cikoko                           |                                         | - トランスジャカルタBRT - KRLコミューターライン - ボゴール線 (カワン駅)                                                                                 | 南ジャカルタ市                          | ジャカルタ                              |
| CB 07 BK 07                                  | チリウン Ciliwung                       |                                         | - トランスジャカルタBRT | 東ジャカルタ市                          | ジャカルタ                              |
| CB 08 BK 08                                  | カワン Cawang                           |                                         | - トランスジャカルタBRT - ブガシ線 | 東ジャカルタ市                          | ジャカルタ                              |
| CB 09                                        | TMII                                    |                                         | - トランスジャカルタBRT - タマン・ミニ・インドネシア・インダ 最寄り駅                                                                                   | 東ジャカルタ市                          | ジャカルタ                              |
| CB 10                                        | ランブータン村 Kampung Rambutan         |                                         | - トランスジャカルタBRT - カンポン・ランブータン・ バスターミナル。 - ジャカルタMRT ランブータン村駅(予定)                                              | 東ジャカルタ市                          | ジャカルタ                              |
| CB 11                                        | シラカス Ciracas                        |                                         | | 東ジャカルタ市                          | ジャカルタ                              |
| CB 12                                        | ハルジャムクティ Harjamukti             |                                         | 終着駅（第1期区間） - F01 F02 ハルジャムクティLRT駅 - K1 ハルジャムクティ LRT 駅 - (DC) ハルジャムクティ (予定)                                         | デポック                                | 西ジャワ州                              |
| 第二期区間: チブブール – ボゴール (調査段階) |                                         |                                         | |                                         |                                         |
| CB 13                                        | グヌン・プトゥリ Gunung Putri           |                                         | - KRLコミューターライン - ボゴール線 (グヌン・プトゥリ駅)                                                                                               | ボゴール                                | 西ジャワ州                              |
| CB 14                                        | チビノン Cibinong                       |                                         | - KRLコミューターライン - ボゴール線 (チビノン駅) | ボゴール                                | 西ジャワ州                              |
| CB 15                                        | セントゥル サーキット Sirkuit Sentul    |                                         | | ボゴール                                | 西ジャワ州                              |
| CB 16                                        | セントゥル Sentul                       |                                         | | ボゴール                                | 西ジャワ州                              |
| CB 17                                        | バラナンシアン Baranangsiang            |                                         | バラナンシアンターミナル | ボゴール市                              | 西ジャワ州                              |

## 延伸計画(第二期区間)
第二期区間の延伸計画では、ドゥク・アタス - スナヤン線とともにボゴールまで延伸予定である。チブブール - ボゴールは、従来区間のように高架ではなく、地上に建設予定となっている。地上に建設することにより、建設費を最大50%削減できると試算されている。2019年3月時点ではチブブール - ボゴール間は具体的なルート案が調査中となっている。